# Cryptopone ochracea
Cryptopone ochracea är en myrart som först beskrevs av Mayr 1855.  Cryptopone ochracea ingår i släktet Cryptopone och familjen myror.

## Underarter
Arten delas in i följande underarter:
- C. o. ochracea
- C. o. sicula